# Anna Paleologini
Anna Paleologini (grec. Ἅννα Παλαιολογίνα) – regentka  Epiru, żona Jana II Orsininiego, despoty  Epiru (1323–1335) i hrabiego Kefalenii oraz Jana Komnena Asena, despoty Valony (ok. 1345–1363).

## Życiorys
Była córką bizantyńskiego arystokraty Andronika Angelosa Paleologa, wnuka władcy Epiru - Michała II Angelosa i cesarza bizantyńskiego Michała VIII Paleologa. Około roku 1323 jej mężem został Jan II Orsini, despota Epiru (1323-1335) i hrabia Kefalenii (1323-1324). Ich wspólnymi dziećmi byli: Nicefor II Orsini i córka Thomais Orsini. Anna otruła swojego męża i przejęła władzę jako regentka w imieniu małoletniego syna Nicefora. Anna objąwszy regencję rozpoczęła negocjacje z cesarzem bizantyńskim nad zakresem autonomii rządzonego przez nią Epiru. Jednak Andronik III na czele dość silnej armii, której trzon stanowiły oddziały tureckie, wkroczył do Tesalii, stłumił powstanie osiedlonych tam plemion albańskich, po czym bez walki wcielił Epir i Akarnanię do Cesarstwa (1337). Rachuby regentki na rządzenie krajem po uznaniu zwierzchnictwa bizantyńskiego zawiodły ją zupełnie. Cesarz przekazał zarząd Epirem namiestnikowi – protostratorowi Synadenosowi. Annie i Niceforowi II – przedstawicielom związanej z tradycją niepodległości Epiru dynastii – wyznaczył na miejsce pobytu Tesalonikę. W 1347 Epir został zdobyty przez Serbów pod wodzą Stefana Dušana. Anna została wtedy uwolniona.  
Około roku 1350 poślubiła Jana Komnena Asena, despotę Valony (ok. 1345–1363).